# Lailly-en-Val
Lailly-en-Val is een gemeente in het Franse departement Loiret (regio Centre-Val de Loire). De plaats maakt deel uit van het arrondissement Orléans. Lailly-en-Val telde op 1 januari 2022 3.100 inwoners.

## Geografie
De oppervlakte van Lailly-en-Val bedroeg op 1 januari 2022 45,61 vierkante kilometer; de bevolkingsdichtheid was toen 68 inwoners per km².

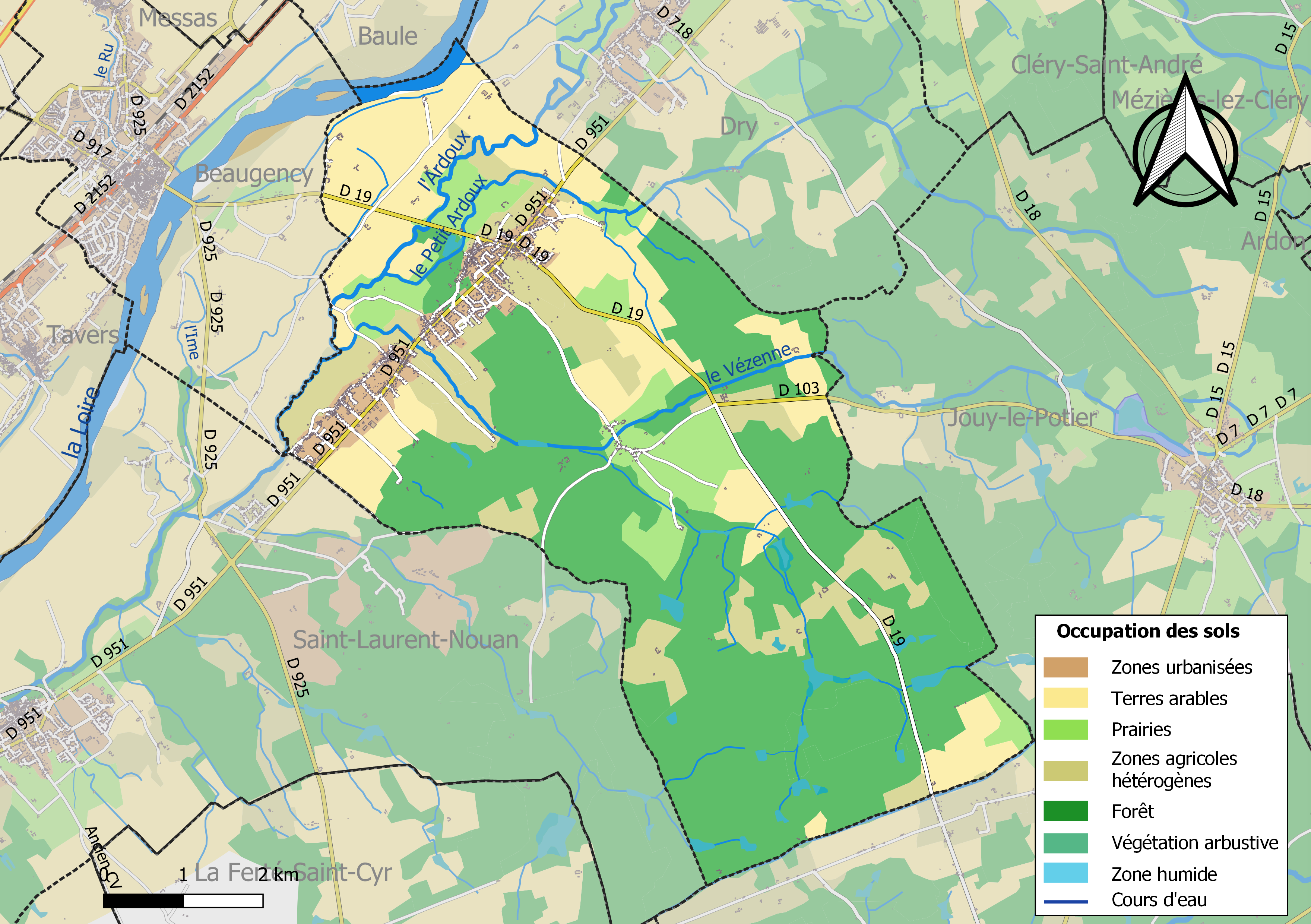
Kaart van de gemeente met de belangrijkste infrastructuur, bodemgebruik en omliggende gemeenten

## Demografie
Onderstaande figuur toont het verloop van het inwonertal (bron: INSEE-tellingen).